# XDEATHSTARx
xDEATHSTARx – amerykański zespół sxe/chrześcijański metalcore pochodzący z Redlands, Kalifornia. W zespole gra ośmiu muzyków w tym 3/4 wokalistów. Wszyscy z nich są zadeklarowanymi chrześcijanami, prawie wszyscy z nich są weganami. 

## Skład
Obecnie w zespole grają:
- Eric Gregson - wokal
- Jason Keller - wokal
- J.R. Bermuda - wokal
- Kevvy D - wokal
- Ryan Gregson - gitara (młodszy brat Erica)
- Corey Johnson - gitara
- Manny Doom - bas
- Travis Boyd - perkusja

Podczas koncertów gra zazwyczaj dwóch gitarzystów, basista, perkusista oraz 3 wokalistów. Oprócz ww. członków w czasie koncertów, w zespole grają również muzycy z innych zaprzyjaźnionych formacji. 
Ponadto przez zespół w przeszłości przewinęło się wiele innych osób:
- Chris Rodney - wokal
- Daniel Myerscough - perkusja
- Ryan Mogger - gitara
- Thom Green - wokal (opuścił zespół by zacząć chrześcijańską wspólnotę w Redlands)
- Josh Highland - wokal
- Beejay Hammel - gitara
- Brandon (B-Town) - perkusja
- Travis Boyd - perkusja
- Corey Sober - gitara
- Ryan Nelson - gitara
- Nick Smith - perkusja

## Historia
xDEATHSTARx powstało w lecie 2002 w Redlands w stanie Kalifornia. Rok później muzycy wydali swoje demo Beware of the xDEATHSTARx w 2003, na którym znalazło się 5 utworów. Wkrótce znaleźli profesjonalną wytwórnie: Life Sentence Records, która wydała ich pierwszy LP album: The Triumph w roku 2004. Zespół zagrał wówczas wiele koncertów, bywał na kilku przeglądach ciężkiej muzyki takich jak: New England Metal, Hardcore Fest oraz Hell Fest. W międzyczasie muzycy nagrali również swoją drugą EPkę: Split 7" w/ Suffocate Faster wydaną później przez wytwórnie Erica: I witness media . W lecie 2006 roku muzycy weszli do studia Trax East Studios gdzie nagrali kolejny długi album:  We Are The Threat wydany w styczniu 2007 roku przez Facedown Records. 

## Dyskografia
- Beware of the xDEATHSTARx (2003, demo EP)
- The Triumph (2004, Life Sentence Records)
- Split 7" w/ Suffocate Faster (2005, EP, I Witness Media)
- We Are The Threat (2007, Facedown Records)